# Споменик „Против зла“
Споменик „Против зла” се налази у Спомен комплексу Спомен-парк Крагујевачки октобар, подигнут 1991. године поводом 50. годишњице масакра, рад је вајара Мигуела Рома из Мексика.
Исклесан је у једном мермерном блоку уметничким стилом народа Маја, али је његова тема хришћанска. Рељефном, разгранатом мрежом симбола из Апокалипсе, односно, Страшног суда, наводи на размишљања о праведној награди или казни за учињена дела.